# Adelajda Leuvenska
Adelajda Leuvenska († oko 1158.) bila je kći Henrika III., leuvenskoga grofa i njegove supruge Gertrude Flandrijske.
Adelajda se udala za Šimuna I. Lorenskog. Nakon što je postala udovica, Adelajda se povukla u samostan. Ovo su Adelajdina i Šimunova djeca:
- Matija I. Lorenski
- Robert
- Agata Lorenska
- Hedviga
- Berta
- Matilda
- Balduin
- Ivan